# جون دبليو. سميث
جون دبليو. سميث (بالإنجليزية: John W. Smith)‏ هو سياسي أمريكي، ولد في 12 أبريل 1882 في ديترويت في الولايات المتحدة، وتوفي بنفس المكان في 17 يونيو 1942. حزبياً، نشط في الحزب الجمهوري. وقد انتخب عضو مجلس ولاية ميشيغان.